# Obertraubling
Obertraubling là một đô thị bang Bayern, Upper Palatinate (tiếng Đức: Oberpfalz), ở huyện Regensburg.

## Twin towns
- Czech Republic, Město Dobřany